# Новинка (Большедворское сельское поселение)
Новинка — деревня в Большедворском сельском поселении Бокситогорского района Ленинградской области.

## Название
Происходит от слова «новь» — впервые вспаханная земля.

## История
НОВИНКА — деревня Великодворского общества, прихода села Званы. Река Тихвинка.  

Крестьянских дворов — 30. Строений — 59, в том числе жилых — 25. 

Число жителей по семейным спискам 1879 г.: 52 м. п., 44 ж. п.; по приходским сведениям 1879 г.: 52 м. п., 44 ж. п.

В конце XIX века — начале XX века деревня административно относилась к Большедворской волости 3-го земского участка 1-го стана Тихвинского уезда Новгородской губернии.

НОВИНКА — деревня Великодворского общества, дворов — 24, жилых домов — 32, число жителей: 74 м. п., 76 ж. п.
 
Занятия жителей — земледелие, лесные заработки. Река Тихвинка. Часовня. (1910 год)

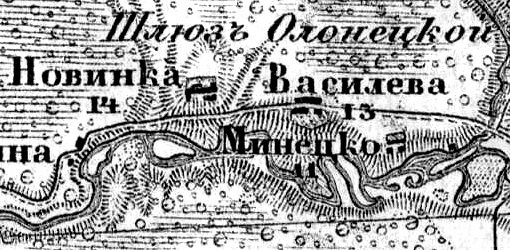
Деревня Новинка на карте 1913 года

Согласно карте Новгородской губернии 1913 года, деревня Новинка насчитывала 14 крестьянских дворов.
По данным 1933 года деревня Новинка входила в состав Великодворского сельсовета Тихвинского района.
По данным 1966, 1973 и 1990 годов деревня Новинка входила в состав Большедворского сельсовета Бокситогорского района.
В 1997 году в деревне Новинка Большедворской волости проживали 6 человек, в 2002 году — 7 человек (все русские).
В 2007 году в деревне Новинка Большедворского СП проживали 3 человека, в 2010 году — 1.

## География
Деревня расположена в северо-западной части района к западу от автодороги 41К-035 (Большой Двор — Самойлово).
Расстояние до административного центра поселения — 14 км.
Расстояние до ближайшей железнодорожной станции Большой Двор — 13 км.
Деревня находится на правом берегу реки Тихвинка.

## Демография
| 1997 | 2002 | 2007 | 2010 | 2017 |
| ---- | ---- | ---- | ---- | ---- |
| 6    | ↗7   | ↘3   | ↘1   | →1   |